# 김민규 (2003년)
김민규(2003년 5월 12일 ~)는 대한민국의 정당인 겸 작가다. 2021년부터 국민의 힘 당원으로 활동하고 있다.

## 방송
- 나는 국대다 (2021) - Top8(8위)

## 행사
- <나는 국대다> 출판기념회 (2021)
- 살리는 선거대책위원회 출범식 (2021)
- 김경율 회계사와 함께하는 대장동 콘서트 (2022)

## 저서
- 나는 국대다 (토론 배틀의 주인공들에게 듣는 정치의 오늘) (2021)